# Мурзанаєво (Параньгинський район)
Мурзана́єво (рос. Мурзанаево, марій. Мурзанаево) — присілок у складі Параньгинського району Марій Ел, Росія. Входить до складу Куракінського сільського поселення.

## Населення
Населення — 294 особи (2010; 279 у 2002).
Національний склад (станом на 2002 рік):
- марі — 84 %